# Réorganisation des corps de cavalerie français (1776)
Pour les articles homonymes, voir Réorganisation des corps de cavalerie français et Amalgame militaire.
L'ordonnance royale du 25 mars 1776 réorganise les corps de cavalerie de l'armée française

## Ordonnance du roi du 25 mars 1776 concernant la cavalerie française
De par le Roi.

Sa Majesté s'étant fait représenter les ordonnances et règlements précédemment rendus, concernant sa Cavalerie; et ayant jugé que ce Corps, si intéressant pour le succès de ses armes, n'était pas solidement constitué, a ordonné et ordonne ce qui suit :
Article premier
Indépendamment du régiment des Carabiniers de Monsieur, Sa Majesté conservera sur pied vingt-trois régiments de Cavalerie, savoir :
Le Colonel-général, le Mestre-de-camp-général, le Commissaire-général, Royal, du Roi, Royal-Étranger, les Cuirassiers, Royal-Cravates, Royal-Roussillon, Royal-Piémont, Royal-Allemand, Royal-Pologne, Royal Lorraine, Royal-Picardie, Royal-Champagne, Royal-Navarre, Royal-Normandie, La Reine, Dauphin, Bourgogne, Berry, Artois et Orléans.

Les régiments de Chartres, Condé, Bourbon, Conti, La Marche, Penthièvre et Noailles, seront réunis au corps des Dragons, pour y former le nombre de régiments dont ledit Corps sera augmenté.
Article 2
Chacun desdits régiments de Cavalerie, sera composé à l'avenir de cinq escadrons, dont quatre de Cavalerie & un de chevaux-légers. Il y sera  attaché de plus un escadron d'Auxiliaires en temps de guerre.
Article 3
Chacun de ces cinq escadrons, sera composé d'une compagnie.
Suit ensuite jusqu'à l'article 45, la composition et l'organisation des escadrons, sous-officiers, officiers, état-major, etc.  que l'on retrouvera en ligne à partir de la page 163

## Ordonnance du roi du 25 mars 1776 concernant les dragons
De par le Roi.

Sa Majesté voulant assimiler la composition de ses régiments de Dragons à celle de sa Cavalerie; et faire connaître ses intentions à cet égard, a ordonné et ordonne ce qui suit : 
Article premier
Les régiments de cavalerie de Chartres, de Condé, de Bourbon, de Conti, de La Marche, de Penthièvre et de Noailles, seront réunis à l'avenir au corps des Dragons, pour y former le même nombre de régiments de Dragons, dont ledit Corps sera augmenté.
Article 2
Lesdits régiments prendront rang dans le corps des Dragons, suivant la date de leur création; savoir, les régiments de Chartres, de Condé, de Bourbon, de Conti, de La Marche, immédiatement après le régiment d'Orléans, et avant celui de Lorraine, et les régiments de Penthièvre et de Noailles, après le régiment de Languedoc dragons, et avant celui de Schomberg.
Article 3
Chaque régiment de Dragons, sera composé à l'avenir de cinq escadrons, dont quatre de Dragons et un de Chasseurs à cheval; ce dernier escadron sera formé par les compagnies des Légions supprimées ainsi que Sa  Majesté l'a réglé par l'Ordonnance qu'Elle a rendue concernant lesdites Légions. Il sera attaché de plus à chaque régiment, en temps de guerre, un escadron d'Auxiliaire.
Article 4
Chacun de ces cinq escadrons, sera composé d'une compagnie.
Suit ensuite jusqu'à l'article 47, la composition et l'organisation des escadrons, sous-officiers, officiers, état-major, etc.  que l'on retrouvera en ligne à partir de la page 184

## Ordonnance du roi du 25 mars 1776 concernant les hussards
De par le Roi.

Sa Majesté voulant assimiler la composition de ses régiments de Hussards à celle de sa Cavalerie, autant que la nature du service auquel ils sont destinés, peut le permettre, Elle a ordonné et ordonne ce qui suit :
Article premier
Les régiments de Hussards de Berchény, de Chamborant, de Nassau et d'Esterhazy, formeront à l'avenir, avec la Cavalerie de la Légion de Conflans, quatre régiments de Hussards de cinq escadrons chacun; l'intention de Sa Majesté étant que le régiment de Nassau soit incorporé dans les quatre régiments qu'Elle juge à propos de conserver sur pied.
Article 2
En conséquence de ces dispositions, Sa Majesté veut que les quatre escadrons qui forment actuellement le régiment de Hussards de Nassau, soient incorporés :

Savoir :
- Le premier escadron dans le régiment de Bercheny.
- Le second dans le régiment de Chamborant.·
- Le troisième dans le régiment de Conflans.
- Et le quatrième escadron dans le régiment d'Esterhazy.

Suit ensuite jusqu'à l'article 45, la composition et l'organisation des escadrons, sous-officiers, officiers, état-major, etc.  que l'on retrouvera en ligne à partir de la page 205

## Ordonnance du roi du 25 mars 1776 concernant les légions
De par le Roi.

Sa Majesté jugeant du bien de son service, de supprimer toutes les Légions, et de donner aux compagnies qui les composent, une destination plus utile et plus avant, Elle a ordonné et ordonne ce qui suit :
Article premier
Les Légions Royale, de Flandre, de Lorraine, de Condé, de Soubise et du Dauphiné, seront et demeureront supprimées; l'intention de Sa Majesté étant de conserver la Cavalerie de la Légion de Conflans, dont il sera formé un régiment de Hussards, le Régiment de Conflans hussards, de quatre escadrons, lequel prendra rang dans les régiments de Hussards, suivant la date de sa création; et sera traité à l'instar desdits régiments.
Article 2
Il sera formé de chacune des Légions supprimées, quatre escadrons de Chasseurs à cheval.
Article 3
Chaque escadron de Chasseurs à cheval, sera composé, comme dans les autres troupes de Cavalerie, d'une seule compagnie.
Suit ensuite jusqu'à l'article 29, la composition et l'organisation des escadrons, sous-officiers, officiers, état-major, etc.  que l'on retrouvera en ligne à partir de la page 224
Article 30
Veut en conséquence Sa Majesté que :
- Le premier escadron de la Légion Royale, soit destiné à former l'escadron de Chasseurs à cheval du régiment Colonel-général des Dragons.
- Le second escadron de la même Légion, formera l'escadron de Chasseurs à cheval du régiment Mestre-de-camp général des Dragons.
- Le troisième escadron de la même Légion, formera l'escadron de Chasseurs à cheval du régiment Royal, Dragons.
- Le quatrième escadron de la même Légion, formera l'escadron de Chasseurs à cheval du régiment du Roi, Dragons.

- Le premier escadron de la Légion de Flandre, soit destiné à former l'escadron de Chasseurs à cheval du régiment de la Reine, Dragons.
- Le second escadron de la même Légion, formera l'escadron de Chasseurs à cheval du régiment du Dauphin, Dragons.
- Le troisième escadron de la même Légion, formera l'escadron de Chasseurs à cheval du régiment de Monsieur, Dragons.
- Le quatrième escadron de la même Légion, formera l'escadron de Chasseurs à cheval du régiment d'Artois, Dragons.

- Le premier escadron de la Légion de Lorraine, soit destiné à former l'escadron de Chasseurs à cheval du régiment d'Orléans, Dragons.
- Le second escadron de la même Légion, formera l'escadron de Chasseurs à cheval du régiment de Chartres, Dragons.
- Le troisième escadron de la même Légion, formera l'escadron de Chasseurs à cheval du régiment de Condé, Dragons.
- Le quatrième escadron de la même Légion, formera l'escadron de Chasseurs à cheval du régiment de Bourbon, Dragons.

- Le premier escadron de la Légion de Condé, soit destiné à former l'escadron de Chasseurs à cheval du régiment de La Marche, Dragons.
- Le second escadron de la même Légion, formera l'escadron de Chasseurs à cheval du régiment de Conti, Dragons.
- Le troisième escadron de la même Légion, formera l'escadron de Chasseurs à cheval du régiment de Lorraine, Dragons.
- Le quatrième escadron de la même Légion, formera l'escadron de Chasseurs à cheval du régiment de Custine, Dragons.

- Le premier escadron de la Légion de Soubise, soit destiné à former l'escadron de Chasseurs à cheval du régiment de La Rochefoucault, Dragons.
- Le second escadron de la même Légion, formera l'escadron de Chasseurs à cheval du régiment de Jarnac, Dragons.
- Le troisième escadron de la même Légion, formera l'escadron de Chasseurs à cheval du régiment de Lanan, Dragons.
- Le quatrième escadron de la même Légion, formera l'escadron de Chasseurs à cheval du régiment de Belzunce, Dragons.

- Le premier escadron de la Légion du Dauphiné, soit destiné à former l'escadron de Chasseurs à cheval du régiment de Languedoc, Dragons.
- Le second escadron de la même Légion, formera l'escadron de Chasseurs à cheval du régiment de Penthièvre, Dragons.
- Le troisième escadron de la même Légion, formera l'escadron de Chasseurs à cheval du régiment de Noailles, Dragons.
- Le quatrième escadron de la même Légion, formera l'escadron de Chasseurs à cheval du régiment de Schomberg, Dragons.

## Infanterie
Une ordonnance royale également du 25 mars 1776, réorganise les corps d'infanterie de l'armée française.